# The Bard's Tale (videohra, 1985)
The Bard's Tale (původním celým názvem Tales of the Unknown: Volume I – The Bard's Tale) je videohra žánru RPG/dungeon vytvořená americkou společností Interplay Entertainment a vydaná firmou Electronic Arts v roce 1985. Jedná se zároveň o první díl stejnojmenné série, jež pokračovala v 80. letech 20. století dalšími dvěma částmi, které dohromady vytvořily ucelenou trilogii. V roce 2018 vyšlo po třiceti letech čtvrté pokračování s názvem The Bard's Tale IV: Barrows Deep.
Designérem a programátorem videohry je Michael Cranford.

## Popis
Tales of the Unknown: Volume I – The Bard's Tale je dungeon ve stylu her ze série Wizardry. Hráč sestaví partu dobrodruhů z max. šesti postav, které mohou vybírat z 8 povolání: bard, paladin, lovec (hunter), mnich (monk), zloděj (rogue), bojovník (warrior), mág (magician) a vyvolávač (conjurer). Poslední dvě jmenované mohou povýšit na kouzelníka (sorcerer) a čaroděje (wizard), tato povolání obsahují další kouzla, kterých je ve hře celkem 85.
Specifická postava barda mohla zahrát na hudební nástroje, čímž vyvolala určité ochranné kouzlo (nebo např. zlepšující nějakou charakteristiku družiny, vylepšující brnění apod.). Také byla třeba k řešení některých hlavolamů ve hře.
Družina podstupuje souboje s nepřáteli a řeší všelijaké hádanky, čímž získavá zkušenosti (v návaznosti na to vyšší levely), peníze a vylepšuje schopnosti jednotlivých členů. Za získané peníze lze nakoupit lepší zbraně, zbroj nebo také léčení a magickou energii potřebnou ke kouzlení. Lze též oživit zemřelého člena party. Boj probíhá na tahy, jeho průběh se textově vypisuje v příslušné části obrazovky, není tedy znázorněn graficky. 
Ve hře není přítomen automapping (ten je až v remasterované verzi z r. 2018).

## Příběh
Zlý černokněžník Mangar the Dark napadne malé městečko Skara Brae. Jeho okolí zakleje do věčného mrazu. Jednoho dne zmizí všechny stráže, které měly sídlo chránit. Městem se potulují hordy monster, zbývající obyvatelé se raději uchýlili do hospod nebo pod ochranu kněží. Jedině parta statečných dobrodruhů může porazit Mangara a zachránit město Skara Brae.

## Seznam herních lokací
Celkem se ve hře nachází 17 herních lokací (včetně města Skara Brae), z nichž některé jsou situovány do podzemí:
- Skara Brae (město s chrámy, obchody, hospodami apod.)
- Wine Cellar (vinný sklípek pod jednou tavernou)
- Sewers I – (stoky I)
- Sewers II – (stoky II)
- Sewers III (stoky III)
- Catacombs I – (katakomby I)
- Catacombs II (katakomby II)
- Catacombs III (katakomby III)
- Harkyn's Castle I (Harkynův hrad I)
- Harkyn's Castle II (Harkynův hrad II)
- Harkyn's Castle III (Harkynův hrad III)
- Kylearan's Tower (Kylearanova věž)
- Mangar's Tower I (Mangarova věž I)
- Mangar's Tower II  (Mangarova věž II)
- Mangar's Tower III (Mangarova věž III)
- Mangar's Tower IV (Mangarova věž IV)
- Mangar's Tower V (Mangarova věž V)